# Live, Love and Learn

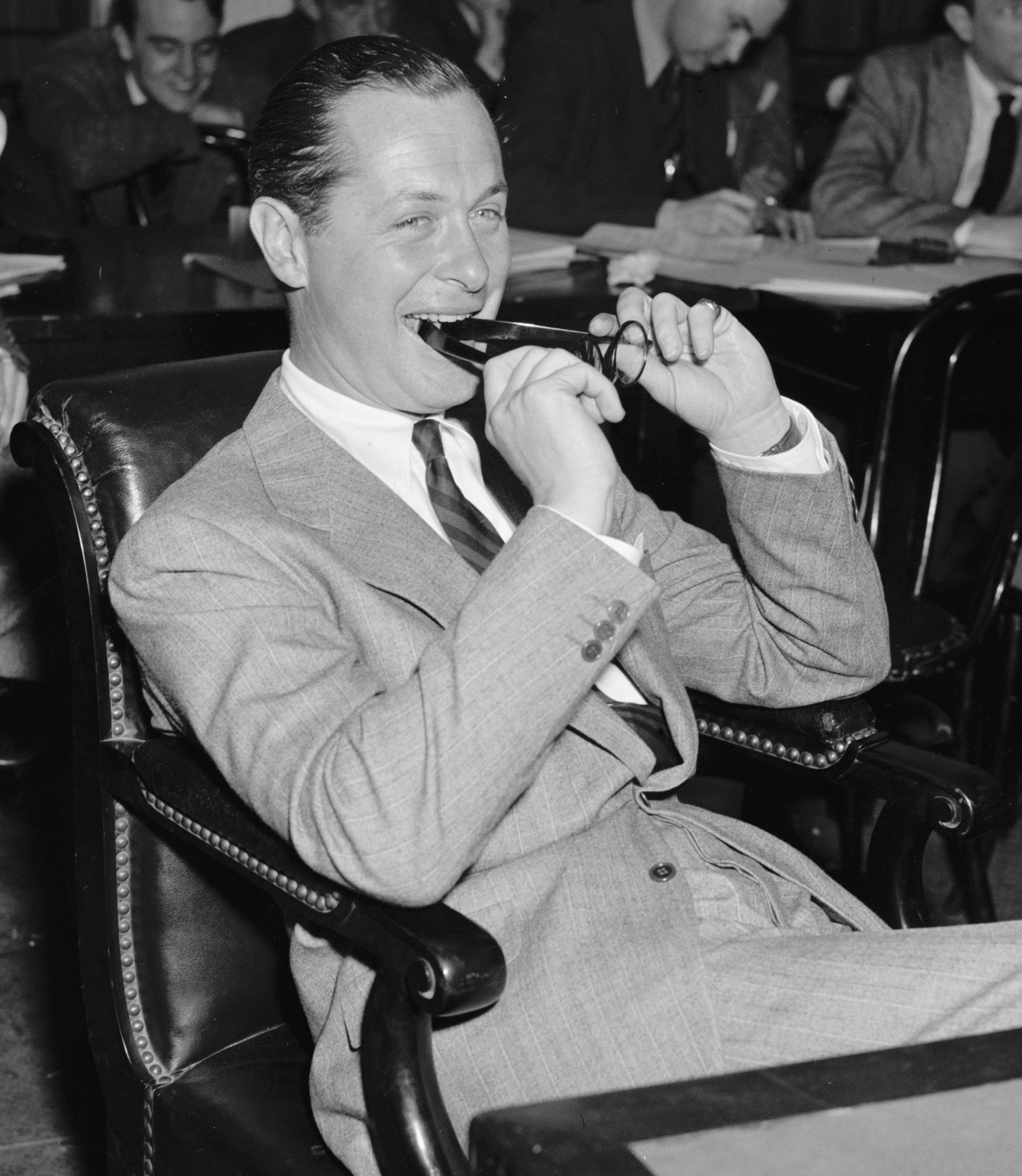
Montgomery (foto de 1939)

Live, Love and Learn (Brasil: Vive, Ama e Aprende / Portugal: Viver, Amar e Aprender) é um filme de comédia romântica norte-americano, dirigido por George Fitzmaurice. Lançado em 1937, foi protagonizado por Robert Montgomery, Rosalind Russell e Robert Benchley.

## Elenco
- Robert Montgomery como Bob Graham
- Rosalind Russell como Julie Stoddard
- Robert Benchley como Oscar
- Helen Vinson como Lily Chalmers
- Monty Woolley como Sr. Bawltitude
- E. E. Clive como Sr. Palmiston
- Mickey Rooney como Jerry Crump
- Charles Judels como Pedro Felipe
- Maude Eburne como Sra. Crump
- Harlan Briggs como magistrado
- June Clayworth como Annabella Post
- Barnett Parker como Alfredo
- Al Shean como Professor Fraum